# Тиффани Долл
Тиффани Долл (англ. Tiffany Doll, род. 20 мая 1986 года, Шербур, Нормандия, Франция) — французская порноактриса.

## Биография
Родилась в мае 1986 года в небольшой коммуне Шербур-Октевиль, расположенной в департаменте Манш в Нормандии. Начала сниматься в фильмах для взрослых в 2010 году, в возрасте 24 лет. В том же году стала новой девушкой Colmax и выиграла конкурс Miss Top Girl в Праге.
Работала со студиями Evil Angel, Harmony Films, Private, Kick Ass Pictures, New Sensations, Elegant Angel и Woodman Entertainment. Кроме того, снималась в сценах для веб-порталов Slimewave, Orgasmatics и Drunksexorgy.
В 2014, 2015 и 2016 годах была представлена на AVN Awards в номинации «зарубежная актриса года». В 2016 году к тому же была представлена в номинации «лучшая сцена секса зарубежного производства» за роль в Baron’s Whores.
Некоторые фильмы: Anal Buffet 12, She Needs Breaking In, Hard In Love 2, Bodyguard, Juvenile Rampage, Stepmom Lessons 2, Sugar Fuck Candy, The Dancer, Xrated Tales and Legends.

Снялась более чем в 310 фильмах.

## Награды и номинации
| Год  | Церемония                   | Результат | Номинация                                           | Работа                |
| ---- | --------------------------- | --------- | --------------------------------------------------- | --------------------- |
| 2011 | Shafta Award                | Номинация | Лучшая онлайн сцена секса                           | н/д                   |
| 2012 | Dorcel Award                | Номинация | Лучшая французская актриса                          | н/д                   |
| 2012 | Urban X Awards              | Номинация | Лучшая сцена триолизма                              | Prince The Penetrator |
| 2013 | Spank Bank Technical Awards | Победа    | Best Thing To Happen To France Since The French Fry | н/д                   |
| 2014 | AVN Awards                  | Номинация | Лучшая иностранная исполнительница года             | н/д                   |
| 2014 | Spank Bank Awards           | Номинация | International Fuck Bunny                            | н/д                   |
| 2015 | AVN Awards                  | Номинация | Лучшая иностранная исполнительница года             | н/д                   |
| 2015 | Spank Bank Awards           | Номинация | Иностранная искусительница года                     | н/д                   |
| 2015 | Spank Bank Awards           | Номинация | Гэнгбэнг Принцесса Года                             | н/д                   |
| 2016 | AVN Awards                  | Номинация | Лучшая иностранная исполнительница года             | н/д                   |
| 2016 | AVN Awards                  | Номинация | Лучшая сексуальная сцена зарубежного производствеа  | Baron’s Whores        |
| 2016 | AVN Awards                  | Номинация | Приз зрительских симпатий: любимая порноактриса     | н/д                   |
| 2016 | Spank Bank Awards           | Номинация | DP дива года                                        | н/д                   |
| 2016 | Spank Bank Awards           | Номинация | Иностранная искусительница года                     | н/д                   |
| 2017 | AVN Awards                  | Номинация | Лучшая иностранная исполнительница года             | н/д                   |
| 2017 | AVN Awards                  | Номинация | Лучшая групповая сексуальная сцена                  | Gangbang and Orgies   |
| 2018 | Spank Bank Awards           | Номинация | Европейская волшебница года                         | н/д                   |
| 2018 | Spank Bank Awards           | Номинация | Гэнгбэнг-девушка года                               | н/д                   |
| 2018 | Spank Bank Awards           | Номинация | Самое всестороннее использование всех отверстий     | н/д                   |